# Go-Daigo
Cet article possède des paronymes, voir Go Diego ! et Godiego.

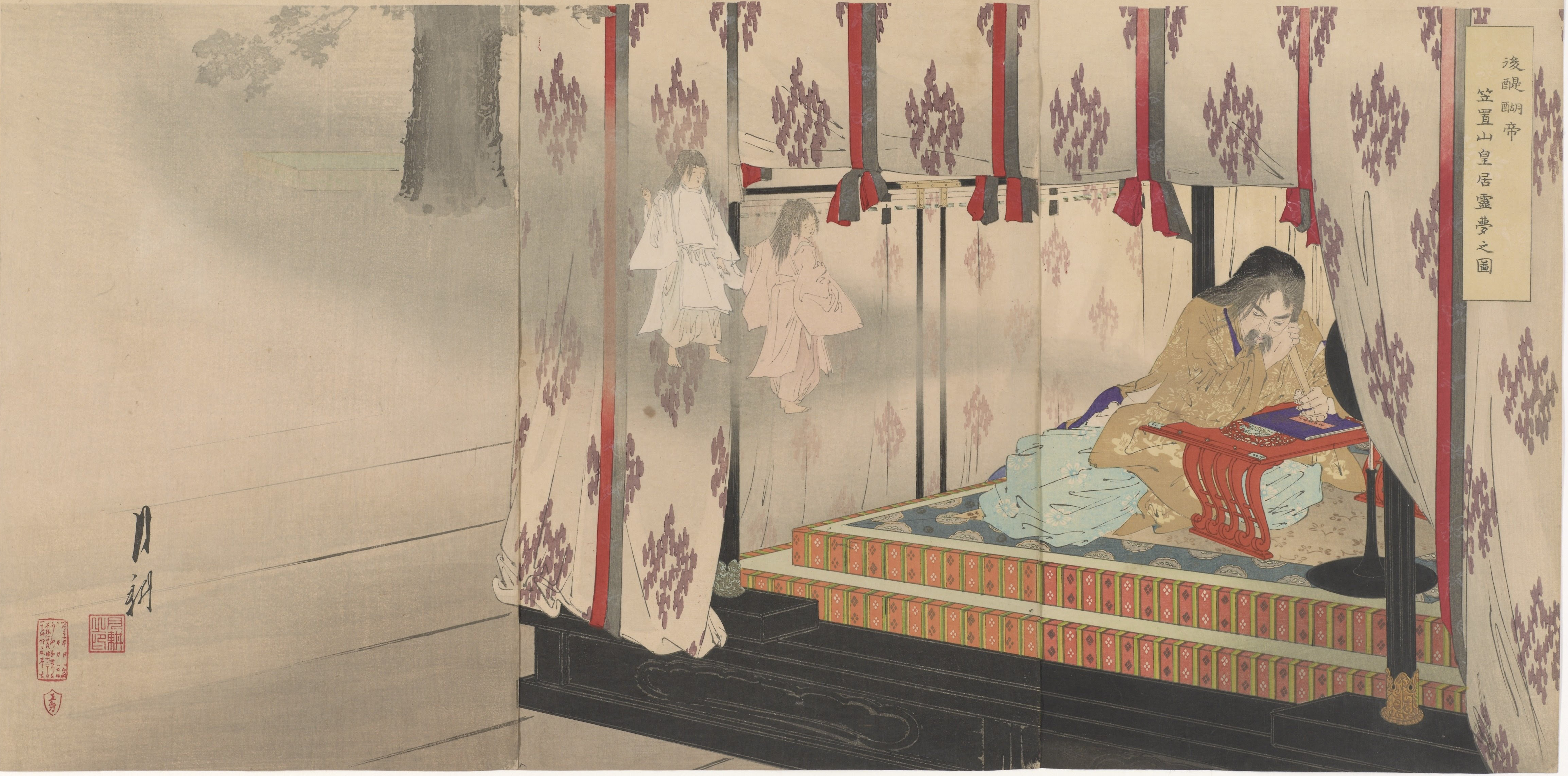
L'empereur Go-Daigo rêvant de fantômes dans son palais de Kasagiyama.
Triptyque de Ogata Gekkō (1890).

L'empereur Go-Daigo (後醍醐天皇, Go-Daigo Tennō, 26 novembre 1288 – 19 septembre 1339) est le 96e empereur du Japon, selon l'ordre traditionnel de la succession, et règne du 29 mars 1318 au 18 septembre 1339.
Son nom personnel est Takaharu (尊治). Contrairement à la plupart des empereurs, dont le nom posthume est choisi après leur mort, Go-Daigo choisit le sien de son vivant, en mémoire de celui de l'empereur Daigo (on peut traduire le préfixe Go-, 後, par « postérieur », ce qui donne donc « Empereur Daigo postérieur »), car il considère l'ère Engi du règne de ce dernier comme son idéal.

## Généalogie
Go-Daigo est le second enfant de l'empereur Go-Uda de la lignée Daikakuji-tō. Il a plusieurs enfants, dont :
- premier enfant : prince Moriyoshi (ou Morinaga) (護良親王) ;
- deuxième enfant : prince Takanaga (ou Takayoshi) (尊良親王) ;
- troisième enfant : prince Muneyoshi (宗良親王) ;
- quatrième enfant : prince Tsunenaga (ou Tsuneyoshi) (恒良親王) ;
- cinquième enfant : prince Norihito (法仁親王) ;
- sixième enfant : prince Nariyoshi (ou Narinaga) (成良親王) ;
- septième enfant : prince Noriyoshi (義良親王) (Empereur Go-Murakami) ;
- onzième enfant : prince Kaneyoshi, qui sera également un grand sorcier impérial (懐良親王).

## Biographie

### Premier règne
En 1318, Go-Daigo monte sur le trône lorsque son cousin l'empereur Hanazono, de la lignée Jimyōin-tō, abdique en sa faveur en vertu d'un accord pour alterner le trône entre les deux lignées impériales tous les 10 ans. Le nouvel empereur, abreuvé depuis son enfance des commentaires du Nihon shoki, des enseignements shinto sur la place de l'empereur, descendant de la déesse Amaterasu, commence à rêver de restaurer la puissance et les prérogatives impériales, tels qu'il imagine qu'elles étaient quelques siècles auparavant.
Jusqu'en 1321, son père Go-Uda règne en tant qu'empereur retiré, puis Go-Daigo, commence à régner en son nom propre, à réactiver certains organes de la cour et à comploter pour renverser le shogunat de Kamakura. En 1324, sa première tentative de coup d'État, appelée Shōchū no hen, est découverte, et deux conseillers et complices de l'empereur, les frères Suketomo et Toshimoto Hino, sont arrêtés par le Rokuhara tandai alors qu'ils tentent de réunir une armée. Go-Daigo, qui nie avoir connaissance du complot, reste libre.

### Exil
Lors de sa seconde tentative en 1331, appelée Genkō no ran, les plans de Go-Daigo sont à nouveau découverts, cette fois à cause de la trahison de son proche conseiller Sadafusa Yoshida. Il cache rapidement les trésors sacrés dans un château reculé à Kasagiyama (l'actuelle Kasagi, dans la préfecture de Kyōto) et lève une armée, mais le château tombe l'année suivante face à l'armée du Bakufu, et Go-Daigo est exilé dans la Province d'Oki (les îles Oki dans l'actuelle préfecture de Shimane, au même endroit que Go-Toba en 1198) et un nouvel empereur, Kōgon est mis sur le trône.
En 1333, Go-Daigo s'évade d'Oki avec l'aide de Nawa Nagatoshi et de sa famille, et commence à rassembler une armée au mont Funagami dans la province de Hōki (l'actuelle ville de Kotoura dans la préfecture de Tottori). Ashikaga Takauji, envoyé par le Bakufu pour trouver et détruire cette armée, choisit finalement le camp de l'empereur et capture le Rokuhara Tandai. Immédiatement après cela, Nitta Yoshisada, qui a levé une armée à l'est, détruit le clan Hōjō et capture le Bakufu.

### Restauration de Kemmu
De retour à Kyōto, Go-Daigo reprend le trône à Kōgon et entame la restauration de Kenmu. Celle-ci est ostensiblement un retour à un système plus ancien, mais en fait, l'empereur vise une dictature impériale similaire à celle de l'empereur de Chine. Il veut imiter les Chinois dans tous les domaines et devenir le plus puissant dirigeant de l'Est.
Cependant, des réformes impatientes, des litiges sur la propriété de terres, des récompenses, et l'exclusion des samouraïs de la politique causent beaucoup de mécontentement, et son organisation politique commence à tomber en morceaux. En 1335, Takauji Ashikaga, qui a voyagé vers l'est du Japon sans obtenir un édit impérial pour réprimer la rébellion Nakasendai (Nakasendai no ran), abandonne la Restauration. Go-Daigo ordonne à Yoshisada Nitta de rechercher et détruire Ashikaga. Ce dernier bat Nitta à la bataille de Takenoshita (à Hakone). Kusunoki Masashige et Kitabatake Akiie, en accord avec Kyōto, écrasent l'armée Ashikaga. Takauji fuit à Kyūshū, où il restructure son armée avant de marcher à nouveau sur Kyōto l'année suivante. Masashige Kusunoki propose à l'empereur une réconciliation avec Takauji Ashikaga, mais Go-Daigo rejette cette proposition. Il ordonne à Masashige et à Yoshisada de détruire Takauji. L'armée de Kusunoki est vaincue à la bataille de la Minato-gawa (湊川の戦い).
Quand l'armée de Takauji entre dans Kyōto, Go-Daigo résiste, fuyant au Mont Hiei, mais, cherchant la réconciliation, il envoie les Trésors sacrés au côté Ashikaga. Takauji met sur le trône Kōmyō, de la lignée Jimyōin-tō, et commence officiellement son shogunat avec l'édiction du code de loi Kemmu.

### Époque Nanboku-chō
Go-Daigo s'échappe de la capitale, les Trésors sacrés qu'il avait remis aux Ashikaga n'étant que des contrefaçons, et établit la Cour du Sud dans les montagnes de Yoshino, débutant ainsi l'époque des Cours nord et Sud, ou époque Nanboku-chō, durant laquelle les dynasties du Nord à Kyōto et du Sud à Yoshino se font face.
Go-Daigo envoie le prince impérial Kaneyoshi à Kyūshū et Yoshisada Nitta et le prince impérial Tsuneyoshi dans la région du Hokuriku, et ainsi de suite, dispersant tous ses fils, afin qu'ils puissent s'opposer à la Cour du Nord.
En 1339, il meurt à Yoshino, un jour après avoir abdiqué en faveur de son fils Go-Murakami. Ashikaga Takauji construit le Tenryū-ji à Kyōto pour son enterrement.

## Ères de son règne
Avec huit changement d'ères, Go-Daigo est à égalité avec Go-Hanazono pour le titre d'empereur ayant eu le plus d'ères différentes dans un seul règne.
- Ère Bunpō
- Ère Gen'ō
- Ère Genkyō
- Ère Shōchū
- Ère Karyaku
- Ère Gentoku
- Ère Genkō
- Ère Kenmu
- Ère Engen

(Cour du Nord)
- Ère Shōkei
- Ère Ryakuō

## Rivaux de la cour du Nord
- Kōgon
- Kōmyō

## Go-Daigo dans la fiction
L'empereur Go-Daigo apparaît dans le roman uchronique Romanitas de Sophia McDougall.

## Sources
- (fr) Louis Frédéric, Le Japon, dictionnaire et civilisation, Paris, Robert Laffont, coll. « Bouquins », 1996, 1419 p. [détail des éditions] (ISBN 2-221-06764-9)

- (en) Cet article est partiellement ou en totalité issu de l’article de Wikipédia en anglais intitulé « Emperor Go-Daigo » (voir la liste des auteurs).

- Notices d'autorité :   - VIAF
  - ISNI
  - IdRef
  - LCCN
  - GND
  - Japon
  - CiNii
  - Pays-Bas
  - Israël
  - WorldCat